# Oceanapia pedunculata
Oceanapia pedunculata är en svampdjursart som först beskrevs av Ridley och Arthur Dendy 1886.  Oceanapia pedunculata ingår i släktet Oceanapia och familjen Phloeodictyidae. Inga underarter finns listade i Catalogue of Life.